# Шуфрук
Шуфрук — посёлок в Туринском городском округе Свердловской области, России.

## Географическое положение
Посёлок Шуфрук муниципального образования «Туринского городского округа» расположен в 15 километрах к юго-юго-западу от города Туринска (по автотрассе — 18 километров). В поселке протекает река Чубаревка (приток к реке Ница). В окрестностях посёлка имеется ботанический природный памятник — кедровник.

## Транспорт
В посёлке находится остановочный пункт пассажирских поездов Шуфрук на магистрали Екатеринбург—Тавда—Устье-Аха Свердловской железной дороги. Единственная автотрасса ведёт из посёлка в Туринск. В посёлке 2 улицы и 2 переулка.

## Население
| 2002 | 2010 | 2021 |
| ---- | ---- | ---- |
| 30   | ↘10  | ↘7   |